# (3919) Maryanning
(3919) Maryanning (voorlopige aanduiding 1984 DS) is een planetoïde in de planetoïdengordel, die op 23 februari 1984 werd ontdekt door Henri Debehogne in het La Silla-observatorium van de Europese Zuidelijke Sterrenwacht. De planetoïde werd in 1999 vernoemd naar de Engelse fossielenverzamelaarster Mary Anning.
(3919) Maryanning is een planetoïde van ongeveer 4,5 tot 5 km diameter.

## Baan om de Zon
De planetoïde beschrijft een baan om de Zon die gekenmerkt wordt door een perihelium van 1,798 AE en een aphelium van 2,639 AE. De planetoïde heeft een periode van 3,30 jaar (of 1206,67 dagen).